# Monotipo (gravura)

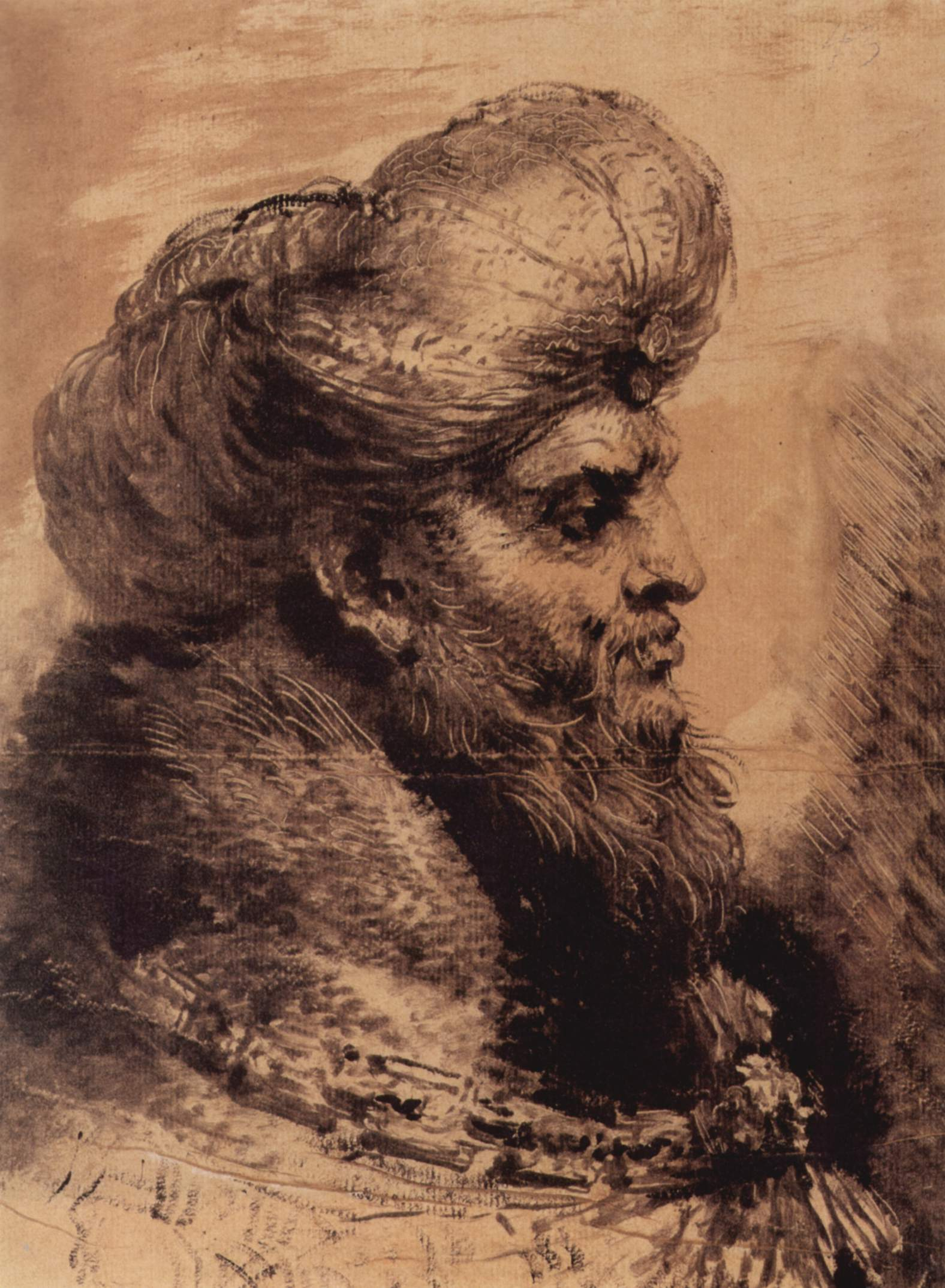
Monotipo de Giovanni Benedetto Castiglione, provavelmente uma segunda impresão (Coleção Real do Reino Unido).

Monotipo é um tipo de gravura feita por desenho ou pintura sobre uma superfície lisa, não absorvente. A superfície, ou matriz , era historicamente uma placa de cobre, mas no trabalho contemporâneo pode variar de zinco, vidro ou  acrílico.

## Técnica de impressão
A imagem é então transferida para uma folha de papel, pressionando os dois em conjunto, geralmente usando uma máquina impressora. Monotipo também pode ser criado por uma superfície de tinta inteira e depois, utilizando escovas ou panos, remover de tinta para criar uma imagem subtrativa, por exemplo, a criação de luzes de um campo de cor opaca. As tintas utilizadas podem ser à base de óleo ou à base de água. Com tintas à base de óleo, o papel pode ser seco, caso em que a imagem tem mais contraste, ou o papel pode ser úmido, caso em que a imagem tem uma gama de 10 por cento maior de tons.
Monotipo é  uma impressão única, devido a maior parte da tinta ser removida durante a prensagem inicial. Este tipo de gravura é normalmente o mais procurado por colecionadores, pois entende-se que o artista realizou todo o processo técnico (muito trabalhoso) para uma única obra, quando é comum  produzir  múltiplas cópias a preços acessíveis.
Embora reedições posteriores são, por vezes possível, mas elas diferem muito da primeira impressão e são geralmente consideradas de qualidade inferior. Essas impressões da placa original são chamados de "impressões fantasmas". Estêncils, aquarela, solventes, pincéis e outras ferramentas são muitas vezes utilizados para embelezar uma impressão monotipia. O monotipo pode ser executado de forma espontânea e sem prévio esboço.Embora a gravura também tem vários tipos de ser feita com : madeira,metais,etc e pode ser feita com varias coisas e ser pintada de varias maneiras ....

## História
O processo de monotipia foi inventado por Giovanni Benedetto Castiglione (1609-1664), um pintor italiano e que também foi o primeiro artista a produzir esboços como obras acabadas  (ao invés de estudos para outro trabalho). Ele é o único italiano a ter inventado uma técnica de gravura.  Ele começou a fazer monotipias na década de 1640, trabalhando normalmente em preto para branco, das quais mais de vinte sobreviveram, destas mais da metade são cenas noturnas.
Poucos outros artistas usaram a técnica até Degas, que fez várias, muitas vezes trabalhando nelas ainda mais após a impressão (junto ao mar, 1876-7); Pissarro também fez vários. Paul Gaugin usado uma variante técnica envolvendo traçados, mais tarde retomada por Paul Klee. No século XX, a técnica tornou-se mais popular.

## Nota
- Este artigo foi inicialmente traduzido, total ou parcialmente, do artigo da Wikipédia em inglês cujo título é «Monotype».